# Rud´ Żytomierz
Rud´ Żytomierz (ukr. Футбольний клуб «Рудь» Житомир, Futbolnyj Kłub "Rud´" Żytomyr) – ukraiński klub piłkarski z siedzibą w Żytomierzu.

## Historia
Chronologia nazw:
- 199?—...: Rud´ Żytomierz (ukr. «Рудь» Житомир)

Drużyna piłkarska Rud´ Żytomierz została założona na przełomie XX i XXI wieku i reprezentowała miejscowy zakład produkcji mlecznej z identyczną nazwą Rud´.
Zespół występował w rozgrywkach mistrzostw oraz Pucharu obwodu żytomierskiego, a w 2002 zgłosił się do rozgrywek Pucharu Ukrainy spośród drużyn amatorskich. Potem kontynuował występy w rozgrywkach lokalnych, dopóki nie został rozwiązany.

## Sukcesy
- finalista Pucharu Ukrainy spośród drużyn amatorskich:

2002
- mistrz obwodu żytomierskiego:

2000, 2001
- wicemistrz obwodu żytomierskiego:

2002

## Inne
- Polissia Żytomierz